# Valette (Isère)
Pour les articles homonymes, voir Valette.
La Vallette est un torrent, dans le département de l'Isère, en région Auvergne-Rhône-Alpes et confluant en rive gauche dans le Ferrand, donc un sous-affluent du Rhône par la Romanche, le Drac et l'Isère.

## Géographie
De 10,7 km de longueur, le Ruisseau de la Valette prend sa source entre la Cime de la Valette (2 858 m) et le Mont Péaiaux (2 958 m), à l'est des Cimes du Grand Sauvage (3 163 m) sur la commune de Besse, à 2 706 m d'altitude et conflue en rive gauche du Ferrand sur la commune de Clavans-en-Haut-Oisans, à 1 429 m, près du lieu-dit la Côte Belle.

## Communes et cantons traversés
Dans le seul département de  (38), le Ruisseau de la Valette traverse deux communes et un seul canton : le  canton du Bourg-d'Oisans dans l'arrondissement de Grenoble
- dans le sens amont vers aval : Besse source), Clavans-en-Haut-Oisans confluence.

## Affluents
Le ruisseau de la Valette a deux affluents référencés :
- le ruisseau de Tirequeue ou Ruisseau de l'Agnelin (rg), 5,6 km sur les deux communes de Clavans-Haut-Oisans et Besse - prenant source à l'ouest de Roche Courbe (2 905 m) - avec cinq affluents :
  - le Rif du Col de l'Agnelin (rd) 1,7 km sur la seule commune de Besse prenant source au col de l'Agnelin (2 769 m)
  - le Rif de Malvorget (rg) 2,3 km sur la seule commune de Besse prenant source à l'ouest du Pic du Mas de la Grave (3 020 m)
  - le ruisseau du Vallon ou Ruisseau de Morte Vieille (rg) 3,7 km sur la seule commune de Besse prenant source au col de l'Agnelin (2 769 m) avec deux affluents :
    - le ruisseau de l'Echallier (rd), 1,6 km sur la seule commune de Besse prenant source au sud-ouest Pic du Mas de la Grave (3 020 m)
    - le ruisseau du Quirly (rd), 1,3 km sur la seule commune de Besse prenant source au sud-ouest Pic du Mas de la Grave (3 020 m)

  - le ruisseau du Clot (rd), 1,1 km sur la seule commune de Besse prenant source au col des Prés Nouveaux (2 292 m)
  - le ruisseau de Pré Richard (rd), 1,7 km sur la seule commune de Besse prenant source au sud de la Montagne de la Lauze (2 470 m)
- le ruisseau du Pissail (rg), 3,1 km sur les deux communes de Clavans-Haut-Oisans et Besse - prenant source à l'ouest du Tête du Vallon (2 591 m) -

Le rang de Strahler est donc de quatre.